# 하남풍산역
하남풍산역(河南豊山驛, Hanam Pungsan station)은 경기도 하남시 덕풍동에 있는 하남선의 전철역이다. 수도권 전철 5호선이 운행하고 있다. 당초 2020년 6월 27일에 개통할 예정이었으나, 코로나19 확산 문제로  인하여 개통이 연기되었으며, 같은 해 8월 8일에 개통되었다.
하남풍산아이파크5단지아파트와 삼부르네상스아파트에 붙어 있는 역이다.
경기도 고양시에 위치한 수도권 전철 경의·중앙선의 풍산역(楓山驛)과의 혼동을 막기 위하여 역명에 '하남'이 붙었다.
2020년 8월 8일 하남선 1단계 개통과 동시에 종점으로 영업을 개시되었고 2021년 3월 27일부터 하남선 2단계 구간이 개통되어 중간역이 되었다.

## 연혁
- 2019년 5월 29일 : 역명을 하남풍산역으로 확정[3]
- 2020년 8월 8일 : 상일동역 ~ 하남풍산역 구간 개통과 동시에 종착역으로 영업 개시
- 2021년 3월 27일 : 수도권 전철 5호선 하남풍산역~하남검단산역 구간 연장 및 강일역 개통과 함께 중간역으로 전환됨. 동시에 하남풍산행 폐지.

## 역 구조

### 승강장
2면 2선의 상대식 승강장을 갖추고 있다. 승강장에는 스크린도어가 설치되어 있다.
| 미사 ↑     |
| \| 상      |
| ↓ 하남시청 |

| 상행 | ● 수도권 전철 5호선 | 상일동 · 강동 · 천호 · 여의도 · 방화 방면 |
| 하행 | ● 수도권 전철 5호선 | 하남시청 · 하남검단산 방면                |

## 역 주변
- 하남풍산아이파크5단지
- 하남풍산휴먼시아파트2단지
- 덕풍119안전센터
- 시각공원
- 하남시나룰도서관
- 덕풍3동행정복지센터
- 이마트 하남점
- 하남풍산초등학교
- 덕풍중학교
- 풍산고등학교

## 사진

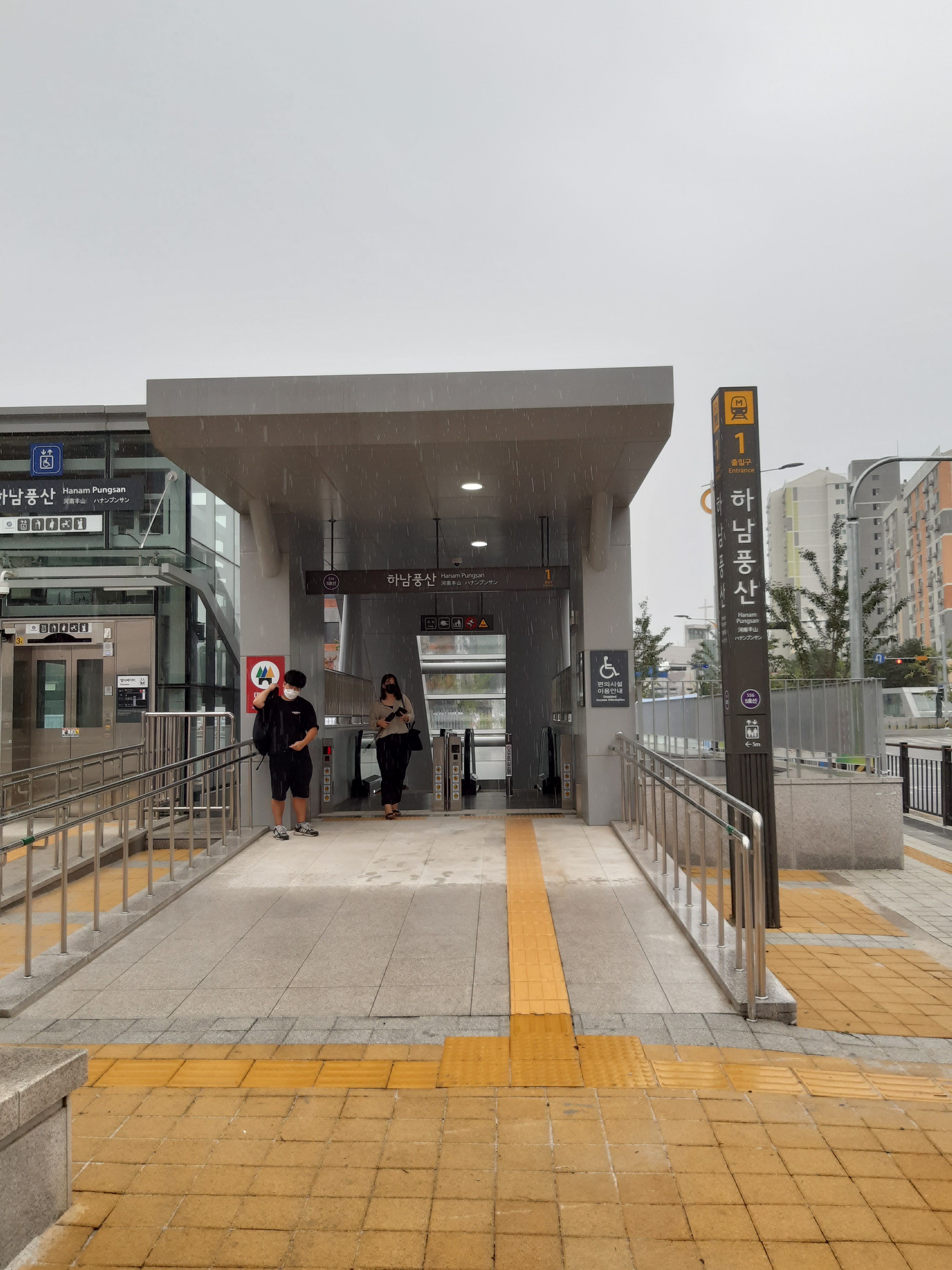
1번 출구
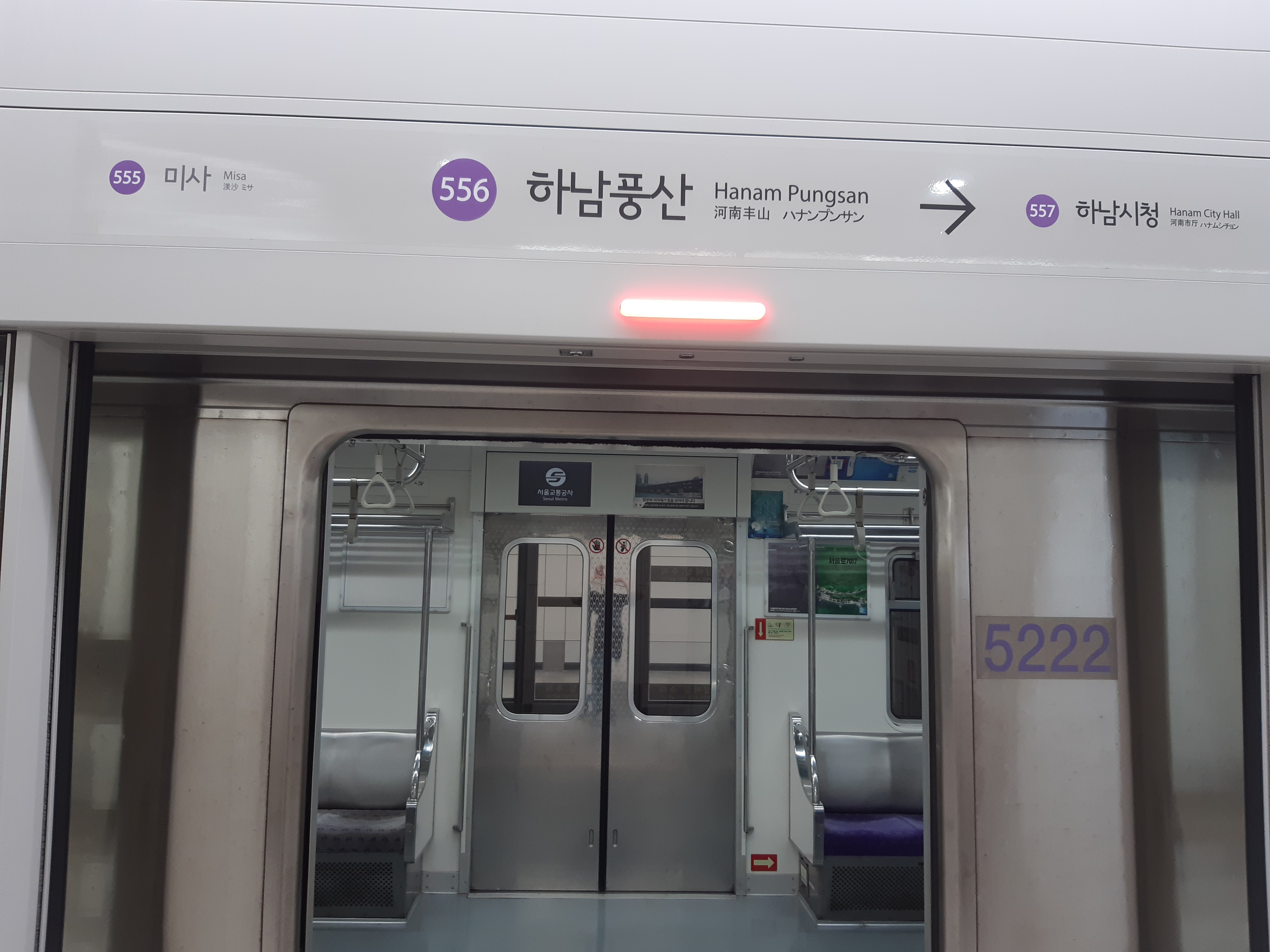
스크린도어
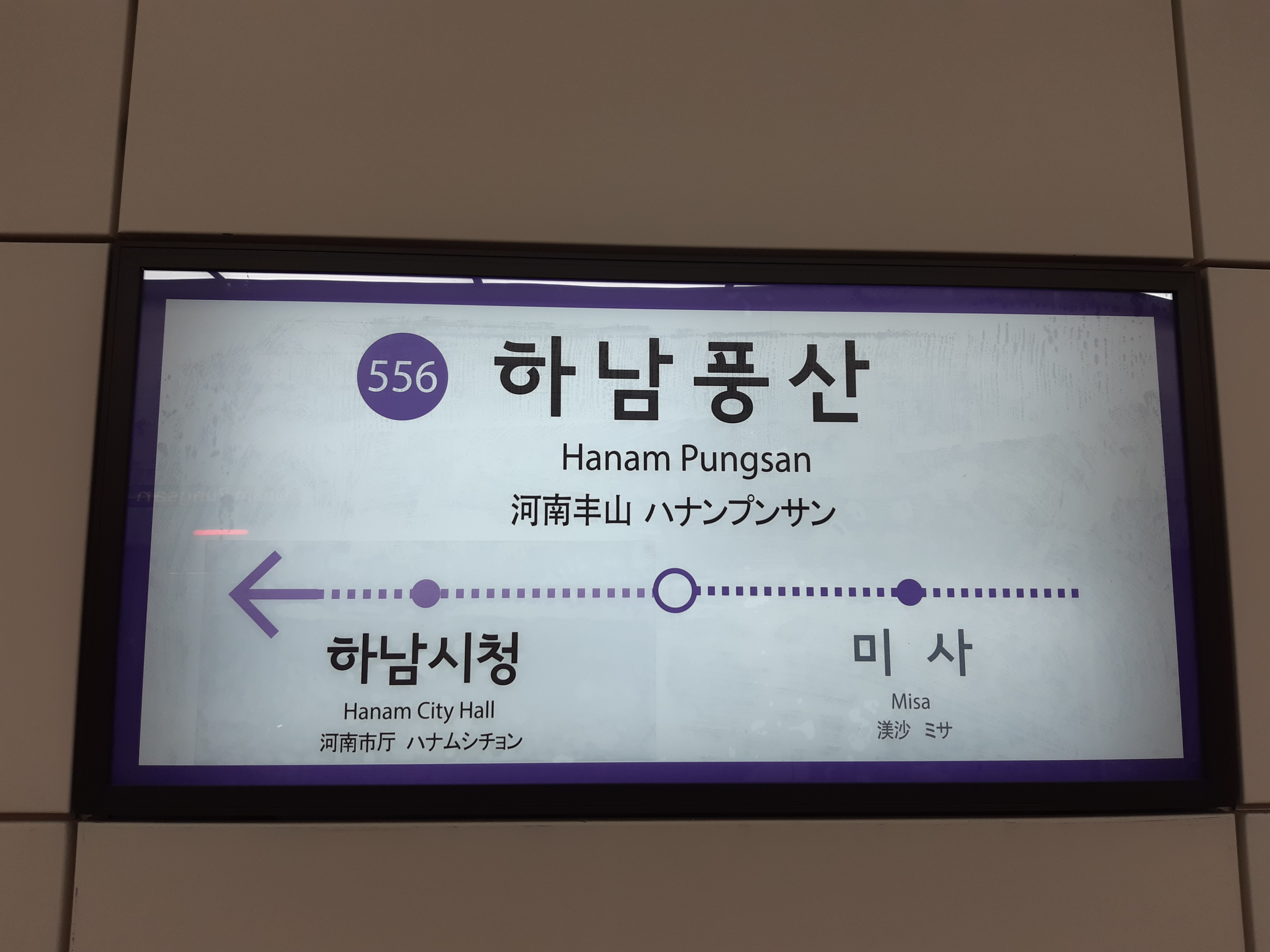
역명판
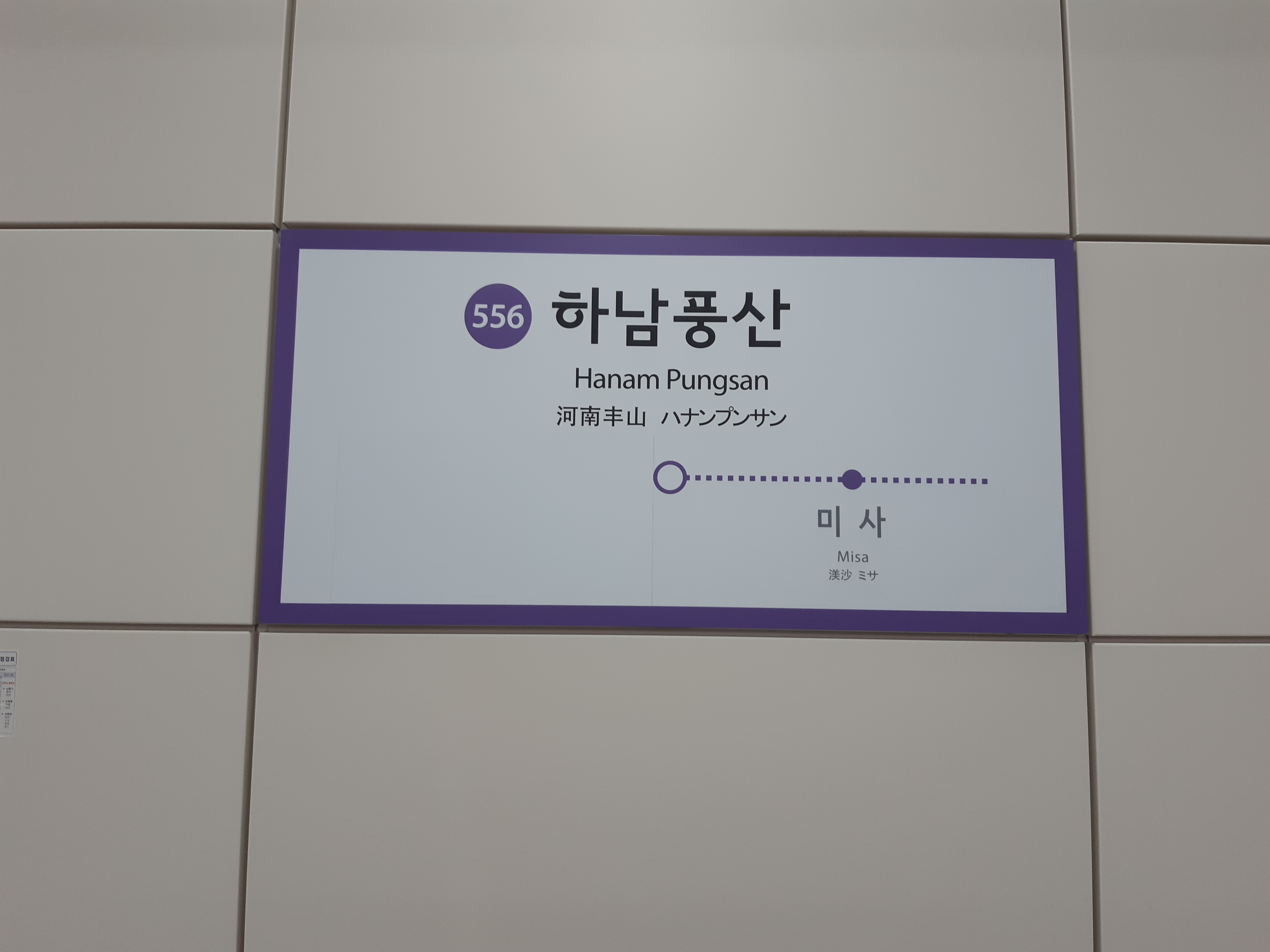
역명판(당역 종착)

## 인접한 역
| 하남선             | 하남선              | 하남선                       |
| ------------------ | ------------------- | ---------------------------- |
| 555 미사 방화 방면 | ● 수도권 전철 5호선 | 557 하남시청 하남검단산 방면 |